# Hanten

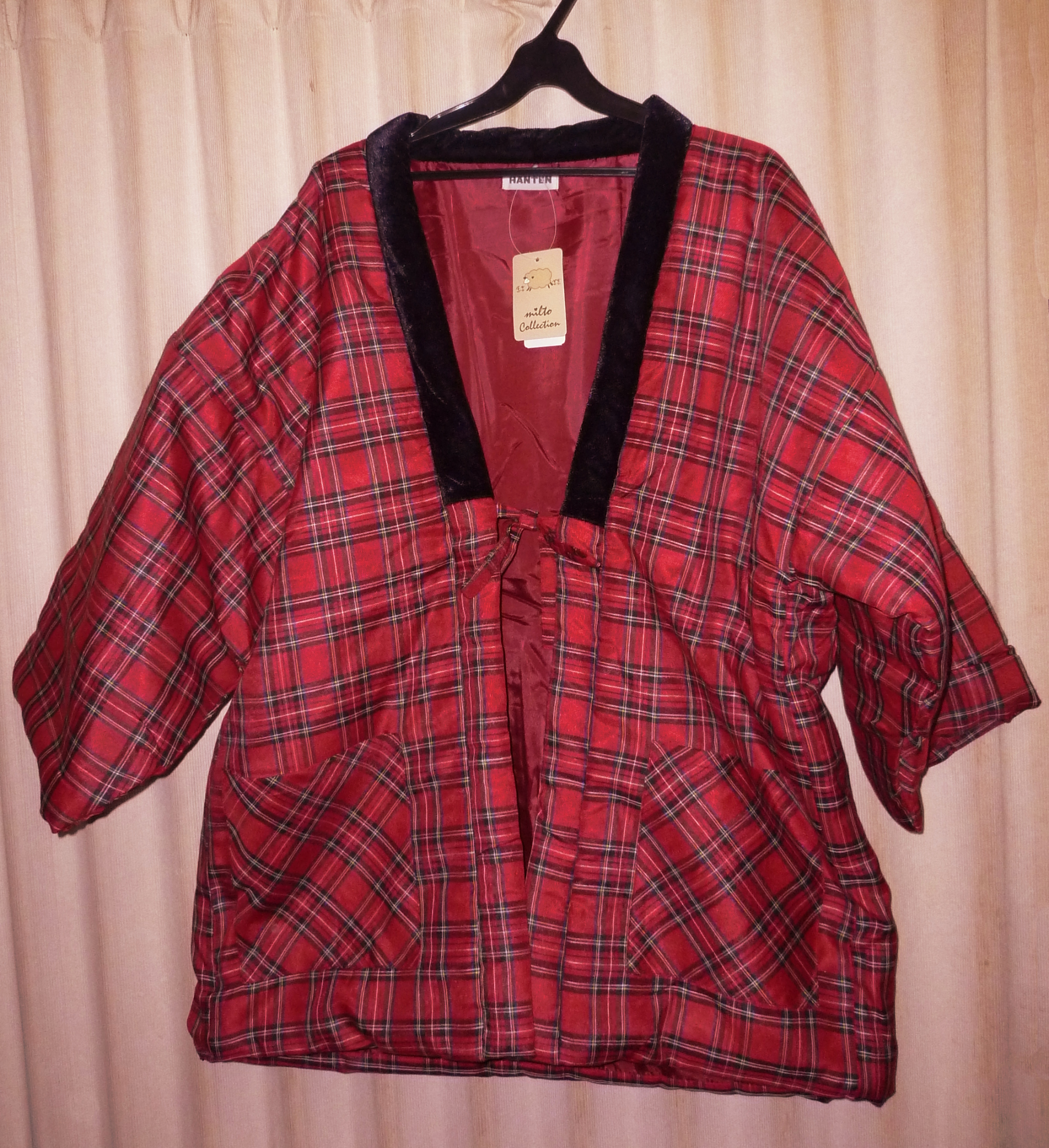
Un hanten rojo.

El Hanten (袢纏?) es un abrigo de invierno tradicional japonés. El hanten comenzó a ser usado principalmente por gente de clase media en el siglo XVIII, durante el período Edo. La forma del hanten se asemeja al haori y es usado tanto por hombres como mujeres. El revestimiento interior se encuentra acolchado con una gruesa capa de algodón para así mantener la temperatura y proteger del viento. Los bordes generalmente se fabrican de satén negro. También presentan decoraciones como un kamon u otros diseños.